# Мітін Олексій Михайлович
Олексій Михайлович Мітін (нар. 19 вересня 1973, Брянськ, РРФСР) — радянський, російський та український футболіст, воротар.

## Життєпис
Олексій Мітін народився 19 вересня 1973 року в Брянську. Вихованець місцевої ДЮСШ «Партизан». З 1990 по 1991 роки виступав у складі дорослої команди клубу у першості РРФСР серед колективів КФК. З 1992 по 1997 роки виступав у складі брянського «Динамо» в другій та третій лігах чемпіонату Росії. Протягом цього часу в чемпіонатах Росії зіграв 74 матчі, ще 10 матчів (14 пропущених м'ячів) провів у кубку Росії. У 1998 році захищав кольори друголігового «Енергетика» (Урень), в складі якого зіграв 27 матчів (23 пропущені м'ячі) у чемпіонаті та 4 поєдинки (4 пропущені м'ячі) в кубку Росії. У 1999 році перейшов до клубу «Торпедо-Кадино» з Вищої ліги чемпіонату Білорусі, в складі якого зіграв 9 матчів (19 пропущених м'ячів). У сезоні 1999/00 років перебував на контракті у вінницькій «Ниві», але не зіграв в складі української команди жодного офіційного поєдинку. У 2000 року виїхав до Ізраїля, де захищав кольори клубів «Маккабі» (Яффа), «Маккабі» (Кір'ят-Гат) та «Маккабі-Іроні» (Кір'ят-Ата).
У 2002 році повернувся в Росію, де став гравцем першолігового смоленського «Кристалу». У футболці смоленського клубу дебютував 16 квітня 2002 року в програному (0:1) виїзному поєдинку 1-го туру першого дивізіону проти іжевського «Газовика-Газпрому». Олексій вийшов на поле на 23-ій хвилині, замінивши Олега Корольова. Протягом свого перебування в смоленському колективі зіграв 35 матчів у чемпіонаті Росії та 2 поєдинки в кубку Росії.
У 2004 році переїхав до Казахстану, де підписав контракт з клубом вищого дивізіону «Жетису». Дебютував у складі казахського клубу 3 квітня 2004 року в нічийному (0:0) домашньому поєдинку 1-го туру Суперліги проти костанайського «Тоболу». Мітін вийшов у стартовому складі та відіграв увесь матч. Загалом у футболці «Жетису» зіграв 14 поєдинків.
Того ж 2004 року повернувся до Росії, де підписав контракт з першоліговою «СКА-Енергією». Дебютував у складі хабаровського клубу 31 липня 2004 року в переможному (3:0) домашньому поєдинку 1/16 фіналу кубка Росії проти ярославльського «Шинника». Олексій  вийшов у стартовому складі та відіграв увесь матч. У Першому дивізіоні дебютував у складі «армійців» 4 серпня 2004 року в нічийному (0:0) домашньому поєдинку 25-го туру проти тульського «Арсеналу». Мітін вийшов у стартовому складі та відіграв увесь матч. Протягом свого перебування в СКА зіграв 43 матчі в чемпіонаті та 2 поєдинки в кубку Росії.
У 2006 році перейшов до складу іншого першолігового клубу, курського «Авангарду». Дебютував у футболці курської команди 15 квітня 2006 року в переможному (2:0) домашньому поєдинку 5-го туру проти «Ангушта». Олексій вийшов у стартовому складі та відіграв увесь матч. Протягом свого перебування в «Авангарді» зіграв у 36-ти матчах чемпіонату та 2 поєдинках кубку Росії. Також у сезоні 2006 року зіграв 1 поєдинок у складі «Авангарду-2» в аматорському чемпіонаті Росії.
У 2008 році повернувся до Брянська, де став гравцем місцевого «Динамо». Дебютував за динамівців 16 квітня 2008 року і програному (1:3) виїзному поєдинку 5-го туру першого дивізіону проти новосибірського «Сибіру». Мітін вийшов у стартовому складі та відіграв увесь матч. У складі «Динамо» зіграв 12 поєдинків: 11 — в чемпіонаті та 1 — у кубку.
У 2009 році перйшов до друголігового «Динамо» з Вологди. Дебютував за вологдських динамівців 18 квітня 2009 року в переможному (2:3) виїзному поєдинку 1-го туру зони «Захід» проти санкт-петербурзької «Зміни-Зеніту». Олексій вийшов у стартовому складі та відіграв увесь матч. У футболці «Динамо» з Вологди зіграв 33 матчі в чемпіонаті Росії.
З 2010 по 2015 роки виступав у складі клубів «Приоскольє-СКА» (Брянськ), БГСХА (Кокіно) та «Зоря» (Стародуб) у чемпіонаті Брянської області. 